# متحف الهندسة المعمارية والحياة الشعبية (أوجهورود)
متحف الهندسة المعمارية والحياة الشعبية متحفُ في الهواء الطلق واقع في أوجهورود الأوكرانية. يعرض أكثر من 30 تركيب تقليديِ جمع بين القرى عبر زاكارباتيا أوبلاست (Zakarpattia Oblast) المقاطعة الأوكرانية التي تحتوي على أجهورد العاصمة. طبقاً لمايكل بيناناف الصحفي في نيويورك تايمز «قطعة المتحف المركزية هي كنيسة السانت مايكل ذات السقف وبرج الكنيسة المقبّب ذات الشكل البصلي المغطى بالألواحِ الخشبيةِ.» قلعة أجهورد تقع في مكان قريب وهي قلعة بارزة التي سكن فيها أوصياء هابسبيرج.

## وصلات خارجية
- الموقع غير الرسمي للمتحف

‌